# Episodi di Eastwick
La prima e unica stagione della serie televisiva Eastwick è stata trasmessa in prima visione assoluta dal 23 settembre 2009 al 14 febbraio 2010. La serie ha debuttato negli Stati Uniti d'America su ABC, ma l'undicesimo e tredicesimo episodio sono andati in onda in prima TV assoluta nel Regno Unito su Hallmark Channel, rimanendo invece inediti in patria a causa della cancellazione della serie.
In Italia la stagione è stata trasmessa in prima visione dal canale pay Mya, della piattaforma Mediaset Premium, dall'8 febbraio al 5 aprile 2010; in chiaro è stata invece trasmessa da La5 dal 10 settembre 2010.
| nº | Titolo originale          | Titolo italiano            | Prima TV originale | Prima TV Italia  |
| -- | ------------------------- | -------------------------- | ------------------ | ---------------- |
| 1  | Pilot                     | Stregate dall'amicizia     | 23 settembre 2009  | 8 febbraio 2010  |
| 2  | Reaping and Sewing        | La festa del raccolto      | 30 settembre 2009  | 8 febbraio 2010  |
| 3  | Madams and Madames        | Strane apparizioni         | 7 ottobre 2009     | 15 febbraio 2010 |
| 4  | Fleas and Casserole       | Il libro degli incantesimi | 14 ottobre 2009    | 15 febbraio 2010 |
| 5  | Mooning and Crooning      | Luna Solvit                | 21 ottobre 2009    | 22 febbraio 2010 |
| 6  | Bonfire and Betrayal      | Falò e tradimenti          | 28 ottobre 2009    | 22 febbraio 2010 |
| 7  | Red Ants and Black Widows | I segni                    | 4 novembre 2009    | 1º marzo 2010    |
| 8  | Paint and Pleasure        | Pittura e piacere          | 25 novembre 2009   | 8 marzo 2010     |
| 9  | Tasers and Mind Erasers   | Poteri miracolosi          | 2 dicembre 2009    | 15 marzo 2010    |
| 10 | Tea and Psychopathy       | La vendetta                | 16 dicembre 2009   | 22 marzo 2010    |
| 11 | Red Bath and Beyond       | Legittima difesa           | 19 gennaio 2010    | 5 aprile 2010    |
| 12 | Magic Snow and Creep Gene | Il vicino di casa          | 30 dicembre 2009   | 29 marzo 2010    |
| 13 | Pampered and Tampered     | Il redivivo                | 14 febbraio 2010   | 5 aprile 2010    |

## Stregate dall'amicizia
- Titolo originale: Pilot
- Diretto da: David Nutter
- Scritto da: Michael Cristofer (soggetto); Maggie Friedman (sceneggiatura)

### Trama
Nella cittadina di Eastwick, tre donne, sconosciute e molto diverse tra loro, si incontrano in un parco e stringono subito una forte amicizia. Ma il loro incontro non è del tutto casuale, il ricco e misterioso Daryl Van Horne ha messo il suo zampino e aiuta le tre donne a sviluppare i loro potenti poteri magici, scombussolando le loro vite e quelli dell'intera cittadina di Eastwick.

## La festa del raccolto
- Titolo originale: Reaping and Sewing
- Diretto da: David Nutter
- Scritto da: Maggie Friedman

### Trama
Mentre Kat cerca il coraggio di liberarsi del suo matrimonio con Raymond, Roxie cerca di proteggere sua figlia dal suo ex-fidanzato. Intanto Joanna e Penny cercano di scoprire la verità sull'identità di Darryl Van Horne.

## Strane apparizioni
- Titolo originale: Madams and Madames
- Diretto da: Michael Katleman
- Scritto da: David S. Rosenthal

### Trama
Roxie teme di essere sul punto di impazzire perché è tormentata da un fantasma. Kat dà a Raymond una seconda possibilità mentre la ricerca di Joanna riguardo all'identità di Darryl la conduce ad un altro scandalo. Nel frattempo, Mia va al memoriale del suo ex.

## Il libro degli incantesimi
- Titolo originale: Fleas and Casserole
- Diretto da: Elodie Keene
- Scritto da: Rina Mimoun

### Trama
Darryl convince Roxie a cercare di scoprire il mistero che avvolge il suo nuovo vicino di casa, mentre Kat è impegnata ad affrontare insieme al suo avvocato le questioni legali legate al divorzio. Intanto, giunge a Eastwick un ex-fidanzato di Joanna.

## Luna Solvit
- Titolo originale: Mooning and Crooning
- Diretto da: Bill D'Elia
- Scritto da: Chris Dingess

### Trama
Un fenomeno celeste induce negli abitanti di Eastwick uno stato di inarrestabile frenesia destinato a durare una notte intera; così Kat si libera delle sue inibizioni cantando su un pianoforte, mentre Roxie e Mia si ritrovano in una situazione imbarazzante con Chad e Josh. Intanto Joanna viene convinta dal suo editore a pubblicare un articolo che le causa grossi problemi

## Falò e tradimenti
- Titolo originale: Bonfire and Betrayal
- Diretto da: Dan Lerner
- Scritto da: Maggie Friedman e Rina Mimoun

### Trama
Mentre Eastwick si prepara a festeggiare Halloween con l'annuale grande falò nel quale si bruciano bare contenenti simboli negativi da abbandonare, Joanna cerca di riconquistare Will, ma scopre che l'uomo si è invaghito di Kat, fatto che provoca una lite tra le due amiche. Qualche giorno dopo, Kat, non avendo notizie di Joanna, scopre che l'amica è sparita e inizia a cercarla insieme a Roxie. Penny riceve la visita di Jamie, sempre più deciso a smascherare Van Horne. Chad viene ucciso dalla caduta della statua in bronzo del misterioso nuovo magnate della città.

## I segni
- Titolo originale: Red Ants and Black Widows
- Diretto da: Tom Verica
- Scritto da: Nancy Won

### Trama
Roxie sogna Chad, che le dice addio e le chiede di fare un'ultima cosa per lui. Joanna incontra Max, un giornalista affascinante e sicuro di sé che ha preso il suo posto in redazione e che ha intenzione di scrivere un pezzo su di lei e le sue disavventure. Joanna lo trova insopportabile, ma non riesce a farlo desistere. Kat scopre un nuovo potere, quando cura senza volerlo una piccola ferita della figlia Emiliy e viene a sapere, dopo che Eleanor è stata ricoverata brevemente in pronto soccorso, che questa e Bun si conoscono da tempo, e che potrebbero ricevere le risposte che cerca. Decide quindi di portare Bun a casa di Eleanor, per aiutarla a recuperare la memoria.

## Pittura e piacere
- Titolo originale: Paint and Pleasure
- Diretto da: John Terlesky
- Scritto da: Annie Weisman

### Trama
La vena artistica di Roxie diventa sempre più ispirata da forze sovrannaturali, e Darryl organizza una mostra a casa sua, all'apparenza per far conoscere i suoi quadri, e alla quale invita anche Greta Noa, un importante critico d'arte di New York.

## Poteri miracolosi
- Titolo originale: Tasers and Mind Erasers
- Diretto da: Fred Gerber
- Scritto da: David S. Rosenthal

### Trama
Dopo il fallito tentativo di Jamie di avvelenare Darryl, quest'ultimo porta Greta Noa in fin di vita all'ospedale e chiede a Kat di usare i suoi poteri di guarigione per salvare la vita della donna. Intanto Joanna prova a risollevare la sua carriera di giornalista, ma la sua rivalità con il presuntuoso reporter Max diventa ancora più forte. Jamie è costretto ad unirsi a Bun e Eleanor per portare a termine il lavoro con Darryl. Roxie scopre di aver riconquistato il suo potere magico durante la visita di sua madre Edie.

## La vendetta
- Titolo originale: Tea and Psychopathy
- Diretto da: Michael Katleman
- Scritto da: Maggie Friedman

### Trama
Roxie organizza una cena per far conoscere meglio Jamie e Darryl. Kat decide di usare i suoi poteri curativi per guarire delle persone malate, ma ciò avrà conseguenze nefaste. Joanna, invece, affianca Max nelle indagini sul caso di un omicidio irrisolto.

## Il vicino di casa
- Titolo originale: Magic Snow and Creep Gene
- Diretto da: Wendey Stanzler
- Scritto da: Rina Mimoun

### Trama
Per le tre amiche è giunto il momento di separarsi e tornare alla vita normale; ciascuna di loro giura che non userà mai più i propri poteri, i cui risvolti oscuri si sono rivelati nefasti. Mentre l'arrivo di un nuovo vicino attrae l'attenzione di Kat, Joanna riottiene il suo lavoro, e Roxie scopre la verità su Darryl.

## Legittima difesa
- Titolo originale: Red Bath and Beyond
- Diretto da: Kevin Rodney Sullivan
- Scritto da: Wendy Mericle

## Il redivivo
- Titolo originale: Pampered and Tampered
- Diretto da: Michael Katleman
- Scritto da: Nancy Won (soggetto); Maggie Friedman (sceneggiatura)